# Apolo 8
Apolo 8 fue la segunda misión tripulada del programa espacial Apolo de los Estados Unidos. La misión se inició el 21 de diciembre de 1968 y fue la primera misión tripulada en salir de órbita terrestre, llegar y orbitar a la Luna y finalmente regresar a la Tierra. La tripulación —Comandante Frank Borman, Piloto del módulo de mando James Lovell y Piloto del módulo lunar William Anders— fueron los primeros humanos en salir de órbita terrestre baja, los primeros en ver a la Tierra completa, los primeros en ver el lado oculto de la Luna y los primeros en ver el amanecer de la Tierra desde la Luna. La misión de 1968, el tercer vuelo del cohete Saturno V y su primer vuelo tripulado, también fue el primer lanzamiento desde el Kennedy Space Center, Florida, ubicado al lado de la Estación de la Fuerza Aérea en Cabo Cañaveral.
La misión originalmente se había planeado como Apolo 9, y su lanzamiento sería a inicios de 1969 como una segunda prueba a la nave espacial Apolo, incluyendo el módulo lunar (LM) y el Módulo de Mando y Servicio de Apolo (CSM) en órbita terrestre media. Pero cuando el módulo lunar no se pudo completar para su primera prueba en órbita terrestre baja en diciembre de 1968, se decidió que Apolo 8 volaría el siguiente diciembre como una misión de órbita lunar muy ambiciosa. Esto causó que la tripulación volaría de dos a tres meses más temprano de lo previsto, dejándoles menor tiempo de entrenamiento y preparación, así demandando mayor tiempo y disciplina.
Apolo 8 tardó 3 días en llegar a la Luna. Orbitó diez veces a lo largo de 20 horas, durante este tiempo la tripulación realizó una transmisión televisada de Nochebuena en la cual leyeron los primeros diez versos del Libro de Génesis. Esta transmisión fue la más vista de la historia hasta entonces. El hecho de que la misión de Apolo 8 fuera un éxito abrió paso a que Apolo 11 cumpliera el deseo del Presidente John F. Kennedy de llevar al ser humano a la Luna antes del final de la década de los 60. La tripulación de Apolo 8 regresó a la tierra el 27 de diciembre de 1968 al amerizar en la parte norte del Océano Pacífico. Fueron nombrados los 'Hombres del año' en 1968 por la revista Time.

## Tripulación
| Puesto | Astronauta                                 | Astronauta                                 |
| --- | ------------------------------------------ | ------------------------------------------ |
| Comandante | Frank F. Borman, II Segundo y último vuelo | Frank F. Borman, II Segundo y último vuelo |
| Piloto del Módulo de Comando | James A. Lovell, Jr. Tercer vuelo          | James A. Lovell, Jr. Tercer vuelo          |
| Piloto del Módulo Lunar | William A. Anders Único vuelo              | William A. Anders Único vuelo              |
| Piloto del Módulo Lunar fue el título oficial usado para la posición del tercer piloto en Misiones del Bloque II sin importar la presencia del Módulo Lunar. |                                            |                                            |

Lovell originalmente era el Piloto del Módulo de Comando (CMP) de la tripulación de respaldo, siendo Michael Collins el CMP primario. Collins tuvo que renunciar su posición tras sufrir una hernia de su disco cervical y requerir cirugía.
Esta misión tuvo la peculiaridad entre misiones pre-transbordador de que el comandante no era el miembro más experimentado de la tripulación, ya que Lovell había volado dos veces anteriores en la Gemini VII y en la Gemini XII. Este también fue el primer caso de que un astronauta que había ejercido como comandante en otra misión volara en una posición distinta de comandante, ya que Lovell había comandado Gemini XII.

### Tripulación de reserva
| Puesto                      | Astronauta                        | Astronauta                        |
| --------------------------- | --------------------------------- | --------------------------------- |
| Comandante                  | Neil A. Armstrong                 | Neil A. Armstrong                 |
| Piloto de Módulo de Comando | Edwin E. Aldrin, Jr. Primer vuelo | Edwin E. Aldrin, Jr. Primer vuelo |
| Piloto de Módulo Lunar      | Fred W. Haise, Jr. Primer vuelo   | Fred W. Haise, Jr. Primer vuelo   |

En una misión Lunar, el CMP actuaba también como navegador, mientras que el Piloto del Módulo Lunar (LMP) desempeñaba el puesto de ingeniero de vuelo, responsable de monitorizar todos los sistemas de la nave espacial, incluso si el vuelo no incluía un Módulo Lunar.
Edwin Aldrin originalmente era el LMP. Cuando Lovell fue transferido a la tripulación primaria no se encontró un sustituto con experiencia sobre un CSM-103 (La nave espacial específica que se usó para la misión), así que Aldrin fue transferido a la posición de PMC y Fred Haise entró como el LMP de respaldo. Neil Armstrong finalmente comandó Apolo 11, misión en la cual Aldrin regresó a la posición de LMP y Collins fue asignado como el PMC. Haise fue transferido fuera de la tripulación primaria hacia la tripulación de respaldo de Apolo 11 como LMP.

### Control de misión
Los equipos de control de misión basados en Tierra para Apolo 8 consistieron de astronautas asignados a la tripulación de soporte, junto con directores de vuelos y sus equipos. Los miembros de los equipos de soporte no fueron entrenados en como volar la misión, pero podían tomar el lugar de astronautas en juntas y estar involucrados en minucias del planeamiento de la misión mientras que la tripulación principal y la de respaldo entrenaban. También ejercían como CAPCOMs durante la misión. Para Apolo 8 estos miembros consistieron en Astronautas John S. Bull, Vance D. Brand, Gerald P. Carr, y Ken Mattingly. Los equipos de control de misión en la Tierra rotaban en tres turnos, cada uno comandado por un director de vuelo. Los directores para Apolo 8 incluyeron a Clifford E. Charlesworth (Equipo Verde), Glynn Lunney (Equipo Negro), y Milton Windler (Equipo Marrón).

### Insignia de la misión

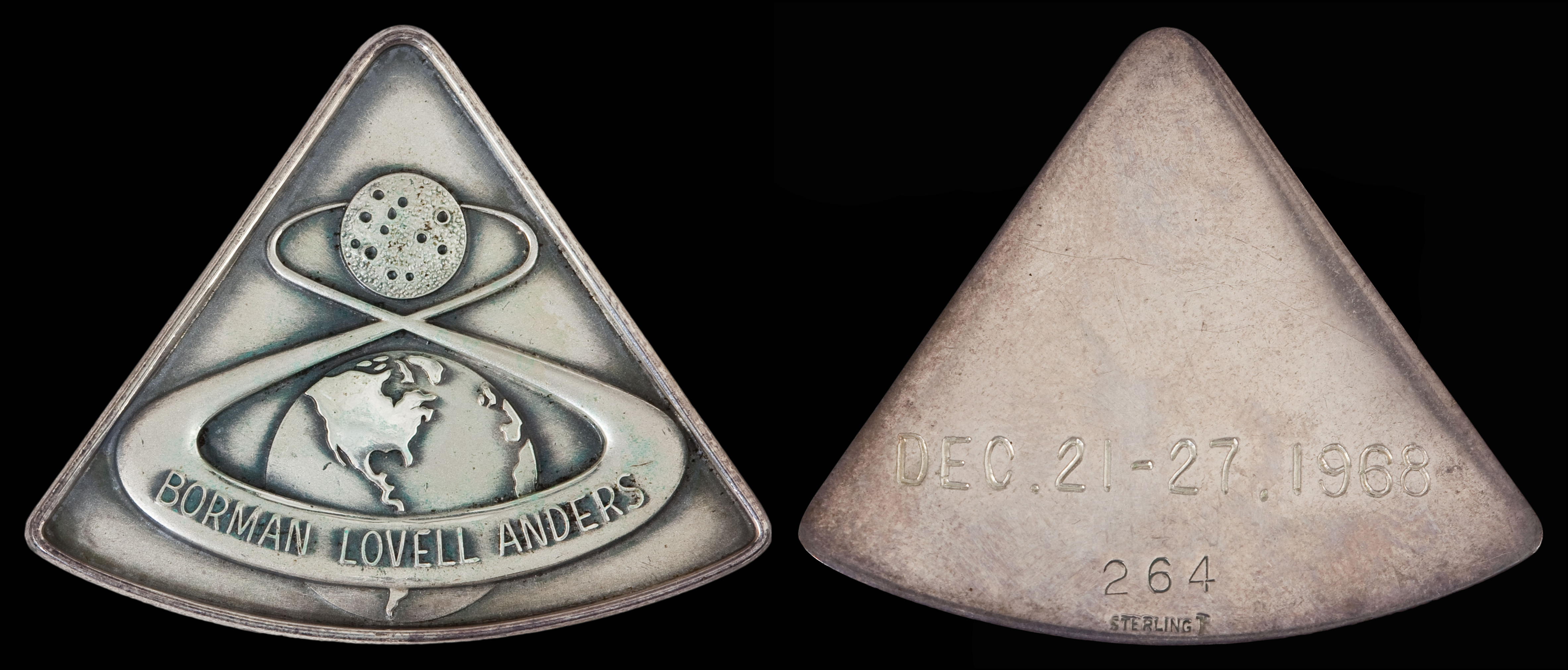
Medallón plateado del Apolo 8 que fue al espacio.

La figura triangular de la insignia simboliza la forma del Módulo de Comando Apolo. Muestra una figura 8 roja girando alrededor de la Tierra y la Luna representando tanto el número de la misión como la naturaleza circunlunar de la misión. En la figura 8 roja están los nombres de los tres astronautas.
El diseño inicial de la insignia fue desarrollado por Jim Lovell. Se dice que Lovell bosquejó el diseño inicial mientras que estaba en el asiento trasero de un vuelo desde California hasta Houston sobre un T-38 tras enterarse del cambio del objetivo de la misión a una órbita Lunar. El diseño gráfico de la insignia fue hecho por William Bradley, un artista y animador de Houston.

## Planificación
Apolo 4 y 6 fueron misiones de tipo "A"; pruebas no tripuladas del vehículo de lanzamiento del Saturno V utilizando un modelo de producción de Bloque I del Módulo de Comando y Servicio del Apolo. Con una fecha de lanzamiento prevista para octubre de 1968, Apolo 7 sería una misión tripulada de órbita terrestre del CSM, completando los objetivos para la Misión "C".

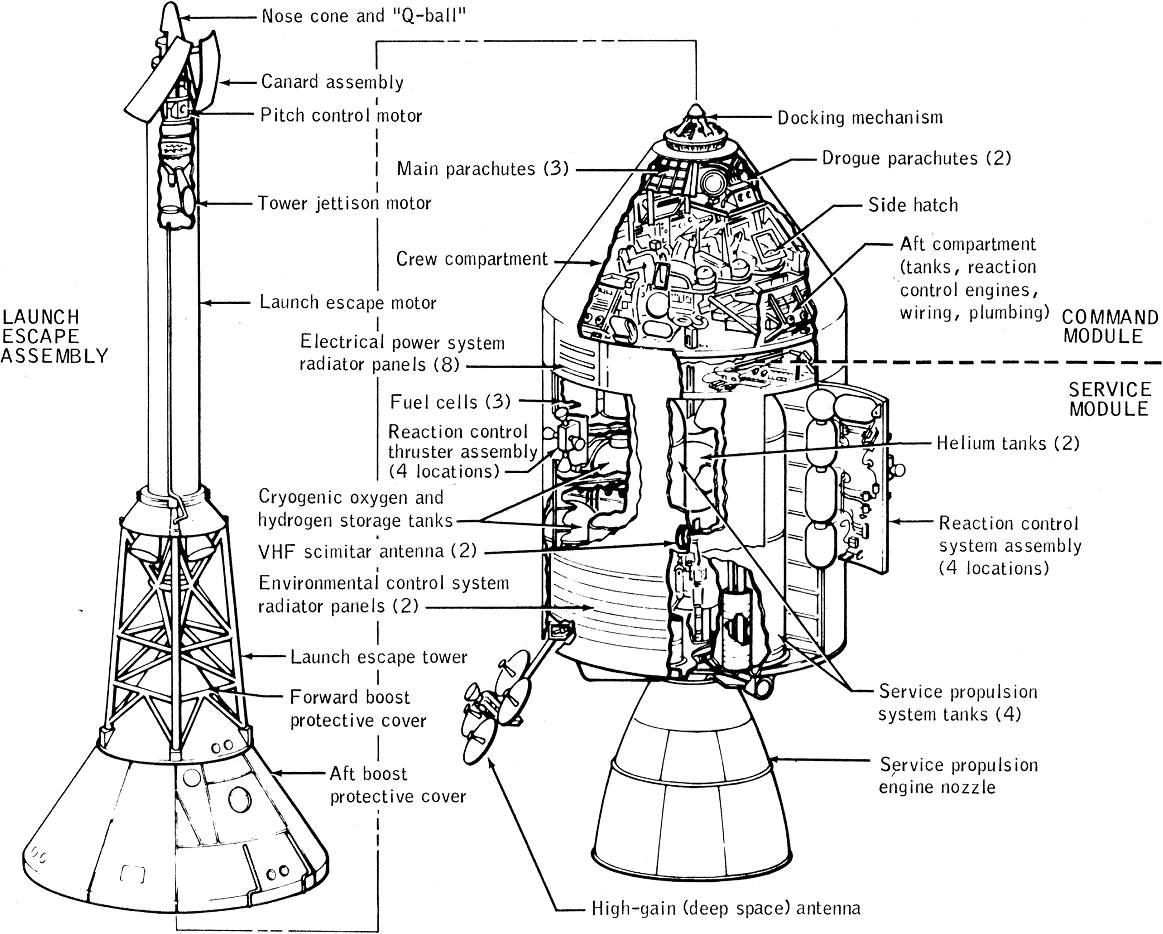
Diagrama del Módulo de Comando y Servicio de Apolo.

Misiones futuras dependieron en el estado del ML. Originalmente se planeó que Apolo 8 fuera una misión "D" para probar el Módulo Lunar en órbita terrestre baja para diciembre de 1968, siendo tripulada por James McDivitt, David Scott y Russell Schweickart, mientras que la tripulación de Borman volaría la Misión "E" para probar al ML de forma más rigurosa en una órbita terrestre elíptica media en Apolo 9 a inicios de 1969.
Infortunadamente la producción del ML se atrasó y cuando finalmente llegó a Cabo Cañaveral en junio de 1968 se descubrieron defectos significativos, llevando a que Grumman, el encargado de la construcción del ML, predijera que el primer ML apto para una misión no estaría listo hasta por lo menos febrero de 1969. Esto causó que las misiones "D" y subsecuentes fueran atrasadas, poniendo en peligro la meta de aterrizar en la Luna antes del final de 1969.
George Low, el Gerente de la Oficina del Programa de Naves Espaciales Apolo, propuso una solución en agosto que no atrasaría al programa a pesar del atraso del ML. Ya que el Módulo de Comando y Servicio estaría listo tres meses antes del Módulo Lunar, una misión exclusivamente del Módulo de Comando y Servicio hasta la Luna con la posibilidad de entrar en una órbita Lunar. La nueva misión permitiría que NASA probara protocolos de alunizaje que de otra manera tendrían que esperar hasta Apolo 10, la segunda misión "F" planeada. Esto también significaría que la misión "E" de órbita media Terrestre podría ser desechada. El resultado neto fue que únicamente la misión "D" tuvo que ser atrasada, en vez de todo el programa.

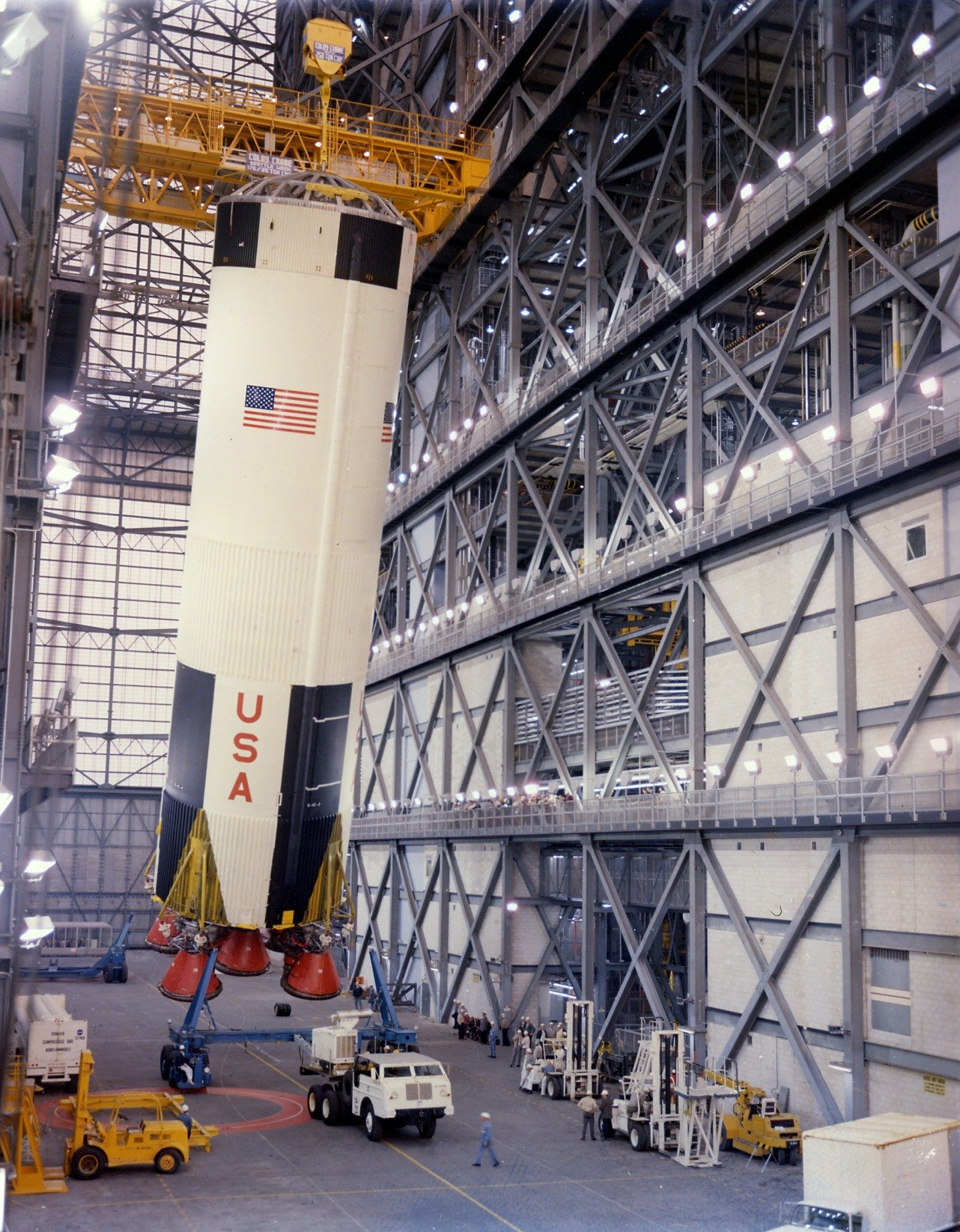
La primera etapa del AS-503 siendo levantado en el Edificio de Construcción Vertical (VAB) el 1 de febrero de 1968.

Casi todos los gerentes de NASA estuvieron de acuerdo con esta nueva misión, citando tanto confianza en el hardware y las personas involucradas, junto con el potencial de un aumento al moral que daría un vuelo circunlunar. La única persona que tuvo que ser convencido fue James E. Webb, el administrador de NASA. Con el resto de la agencia a favor de la nueva misión, Webb finalmente aprobó el cambio. La misión oficialmente de cambió de una "D" a una "C-Prima" de órbita Lunar, a pesar de ser anunciada como una misión de órbita Lunar bajo órdenes de Webb. No se hizo ningún anuncio público sobre el cambio en la misión hasta el 12 de noviembre, tres semanas después de la órbita Terrestre exitosa de Apolo 7 y menos de 40 días antes del lanzamiento.
Con el cambio a la misión de Apolo 8, el director de Operaciones de la Tripulación de Vuelo Deke Slayton decidió cambiar las tripulaciones de las misiones "D" y "E". Este cambio también significó cambiar la nave espacial, requiriendo que la tripulación de Borman usara un CSM-103, mientras que la tripulación de McDivitt usaría una CSM-104.
El 9 de septiembre, la tripulación entró a los simuladores para iniciar las preparaciones para el vuelo. Para cuando la misión voló, la tripulación había pasado siete horas entrenando por cada hora real de vuelo. A pesar de que toda la tripulación estaba entrenada en todos los aspectos de la misión, fue necesario especializarlos. Borman, como comandante, tuvo entrenamiento en controlar la nave durante la reentrada. Lovell fue entrenado en navegar la nave en caso de perder comunicaciones con la Tierra. Anders fue designado a cargo de revisar que la nave estuviera funcionando.
La meta de alunizar antes de finales de 1969 fue apurada por el vuelo de la Unión Soviética de varios animales vivos alrededor de la Luna en Zond 5, regresando a la Tierra el 21 de septiembre. Había especulación dentro de la NASA y en la prensa sobre la preparación de lanzamientos para cosmonautas en una misión circunlunar similar antes de finales de 1968.
La tripulación de Apolo 8, viviendo en los cuartos de tripulación en el Centro Espacial Kennedy, recibieron una visita de Charles Lindbergh y su esposa, Anne Morrow Lindbergh, la noche antes del despegue. Hablaron sobre cómo, antes de su Vuelo de 1927, Lindbergh había utilizado un pedazo de hilo para medir la distancia de la Ciudad de Nueva York a París en un globo Terrestre y con eso calculó el combustible que necesitaría para el vuelo. El total era un décimo de lo que el Saturno V usaría durante cada segundo de su operación. El próximo día, los Lindbergh vieron el lanzamiento de Apolo 8 desde una duna cercana.

## Saturno V

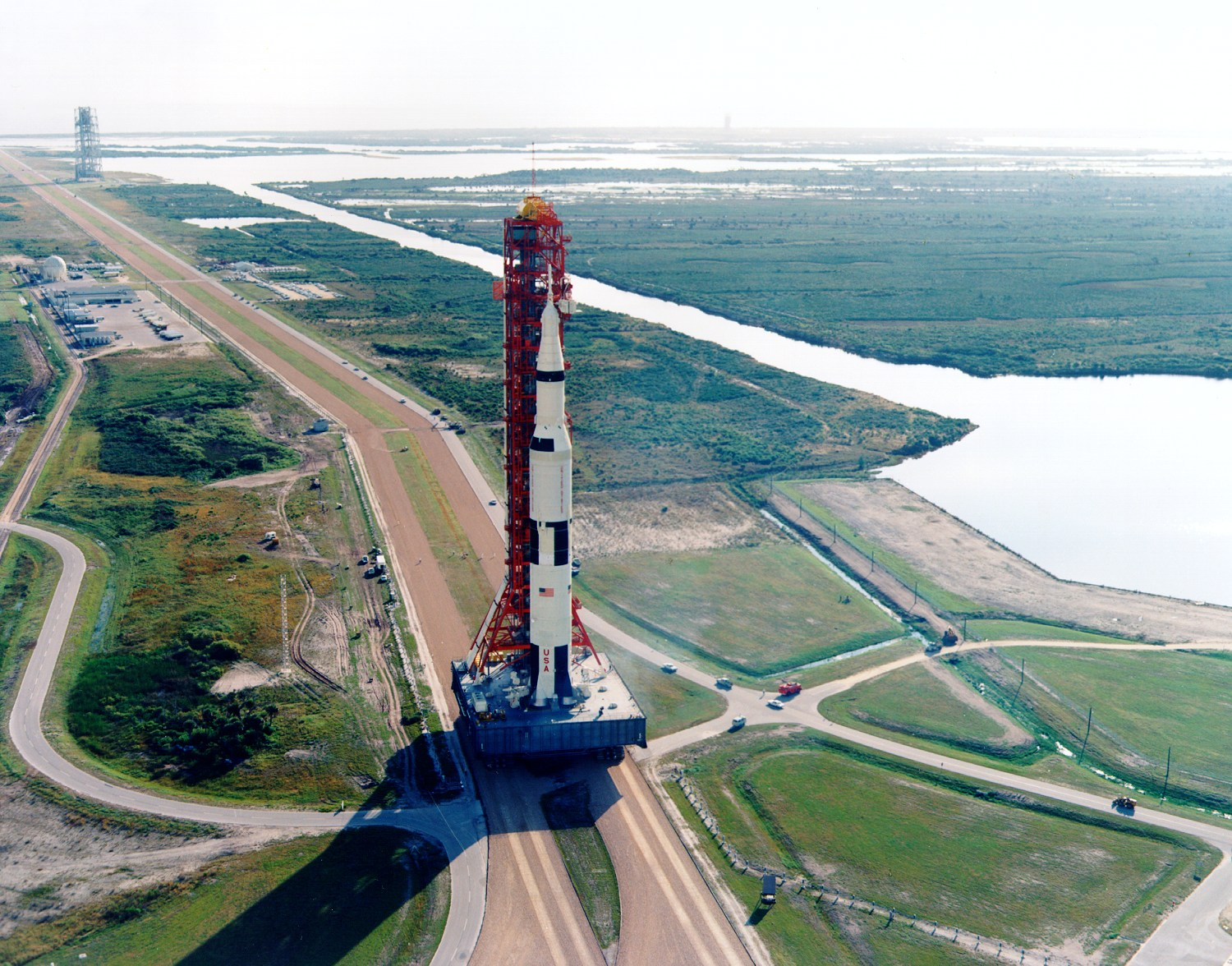
El Saturno V de Apolo 8 llegando a Pad 39A.

El cohete Saturno V utilizado por Apolo 8 fue designado SA-503, o el "03er" modelo del cohete Saturno V ("5") en ser utilizado en el programa Saturno-Apolo ("SA"). Cuando fue levantado en el Edificio de Construcción Vertical el 20 de diciembre de 1967, se pensó que el cohete sería utilizado para una prueba no tripulada de órbita terrestre cargando un Módulo de Comando y Servicio simulado. Apolo 6 había sufrido problemas críticos durante su vuelo en abril de 1968, incluyendo oscilaciones pogo severas durante su primera etapa, dos fallas de la segunda etapa del motor, y una tercera etapa que no se había activado en órbita. Sin garantías de que estos problemas habían sido corregidos, los administradores de la NASA no podían justificar arriesgar una misión tripulada hasta que más vuelos de prueba no tripulados del Saturno V verificaran que el cohete estaba listo.
Equipos del Centro de Vuelo Espacial Marshall (MSFC por sus siglas en inglés) trabajaron en los problemas. Uno de los problemas de mayor preocupación era la oscilación pogo, la cual podría no solo impedir el correcto funcionamiento del motor, sino que podría también ejercer fuerzas-g significativas para la tripulación. Un grupo de constructores, representativos de NASA e investigadores de MSFC concluyeron que los motores vibraban a una frecuencia similar a la frecuencia de vibración de la nave, causando un efecto de resonancia que inducía oscilaciones en el cohete. Un sistema usando gas de helio para absorber parte de la vibración fue instalado.
De igual importancia era la falla de tres motores durante el vuelo. Investigadores rápidamente determinaron que una línea de combustible de hidrógeno con una fuga se rompió cuando fue expuesta al vacío, causando una pérdida en presión de combustible en el motor dos. Cuando un cierre automático intentó cerrar la válvula de hidrógeno líquido y apagar el motor dos, accidentalmente cerró el oxígeno líquido del motor tres gracias a una conexión errónea. Como resultado, el motor tres falló menos de un segundo después de apagar el motor dos. Mayor investigación determinó el mismo problema para el motor de tercer estado —una línea de ignición defectuosa—. El equipo modificó las líneas de ignición y tubos de combustible, esperando evitar problemas similares en lanzamientos futuros.
Los equipos probaron sus soluciones en agosto de 1968 en el MSFC. Un IC de una etapa Saturno fue equipada con dispositivos de absorción de choque para demostrar la solución del equipo para el problema de la oscilación pogo, mientras que una etapa II de Saturno fue adaptado con líneas de combustible modificadas para demostrar su resistencia a fugas y rupturas en condiciones de vacío. Una vez que administradores de la NASA fueron convencidos de que los problemas habían sido solucionados, aprobaron una misión tripulada usando un SA-503.
La nave espacial Apolo 8 fue colocada encima del cohete Saturno V el 21 de septiembre de 1968 y el cohete fue trasladado lentamente a 5 km a la plataforma de lanzamiento el 9 de octubre. Pruebas continuaron durante todo diciembre hasta el día antes del lanzamiento, incluyendo varios niveles de pruebas de alistamiento del 5 al 11 de diciembre. Pruebas finales de las modificaciones para los problemas de la oscilación pogo, las líneas de combustible con fugas y las líneas de combustible defectuosas tomaron lugar el 18 de diciembre, unos tres días antes de la fecha prevista de lanzamiento.

## Misión

### Resumen de parámetros

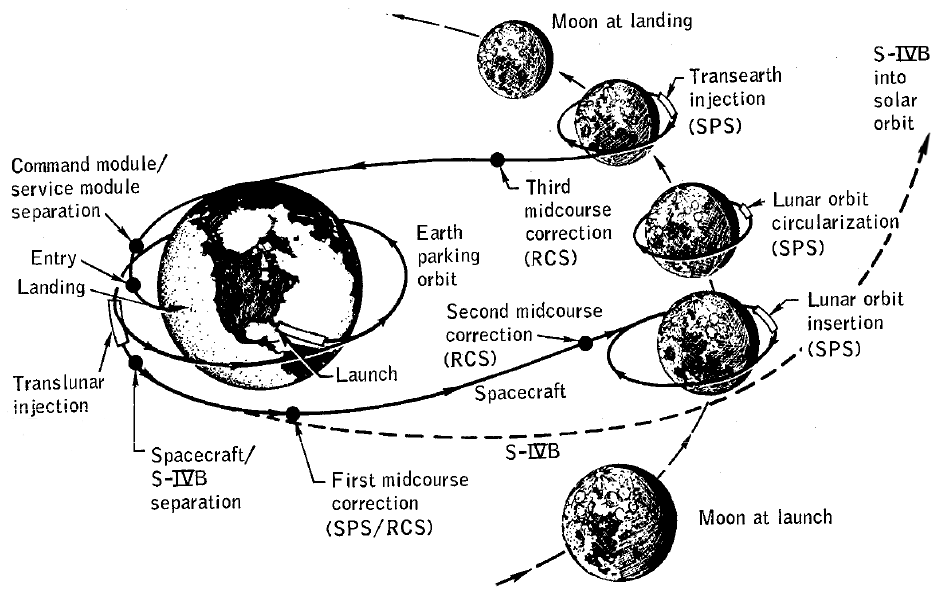
21 de diciembre de 1968, 12:51 (UTC): Lanzamiento
—15:47 (2h56m): Inyección translunar
24 de diciembre, 09:59 (2d21h08m): Inserción a órbita Lunar (10 órbitas)
25 de diciembre, 06:10 (3d17h19m): Inyección Transterrestre
27 de diciembre, 15:37 (6d02h46m): Reentrada
—15:51 (6d03h00m): Amerizaje.

Siendo la primera nave espacial tripulada en orbitar un cuerpo celeste, el perfil de Apolo 8 tenía dos diferentes juegos de parámetros orbitales separados por una maniobra de inyección translunar.
Misiones lunares de Apolo iniciaban con una órbita circular estacional terrestre a 100 millas náuticas (185.2 km). Apolo 8 entró en una órbita inicial con un apogeo de 99.99 millas náuticas (185.18 km) y un perigeo de 99.57 millas náuticas (184.4 km), con una inclinación de 32.51° con respecto al ecuador y un periodo orbital de 88.19 minutos. Ventilación de propulsante aumentó el apogeo por 6.4 millas náuticas (11.85 km) a lo largo de las 2 horas, 44 minutos y 30 segundos que se mantuvo en dicha órbita.
Después de esto se ejecutó un quemado de Inyección Trans-Lunar (TLI) del S-IVB de tercera etapa durante 318 segundos, acelerando la nave espacial de 63 531 libras (28 817.18 kg) desde una velocidad orbital de 25 567 ft/s (7792.82 m/s) a la velocidad de inyección de 35 505 ft/s (10 821.92 m/s), lo cual fue un récord por la velocidad más rápida relativa a la Tierra que algún humano había viajado. Esta velocidad era ligeramente menor a la velocidad de escape de la Tierra (de 36 747 ft/s; 11 200.48 m/s), pero suficientemente alta para colocar a Apolo 8 en una órbita Terrestre elíptica alargada al punto en que la gravedad de la Luna podría capturar a la nave.
La órbita lunar estándar para las misiones Apolo había sido planeada como una órbita circular a 60 millas náuticas (111.12 km) de la superficie de la Luna. La inserción orbital Lunar inicial fue una elipse con un perilunio de 60 millas náuticas y un apolunio de 168.5 millas náuticas (312.06 km) con una inclinación de 12° con respecto al ecuador Lunar. Esto luego fue circularizado a 60.7 millas náuticas por 59.7 millas náuticas con un periodo orbital de 128.7 minutos. El efecto de concentraciones de masa Lunar ("masscons") en la órbita fue mayor de lo previsto; a lo largo de la misión de 20 horas, la órbita se perturbó a 63.6 millas náuticas por 58.6 millas náuticas.
Apolo 8 llegó a una distancia máxima de la tierra de 203,752 millas náuticas (377,439 km).

### Despegue e inyección translunar

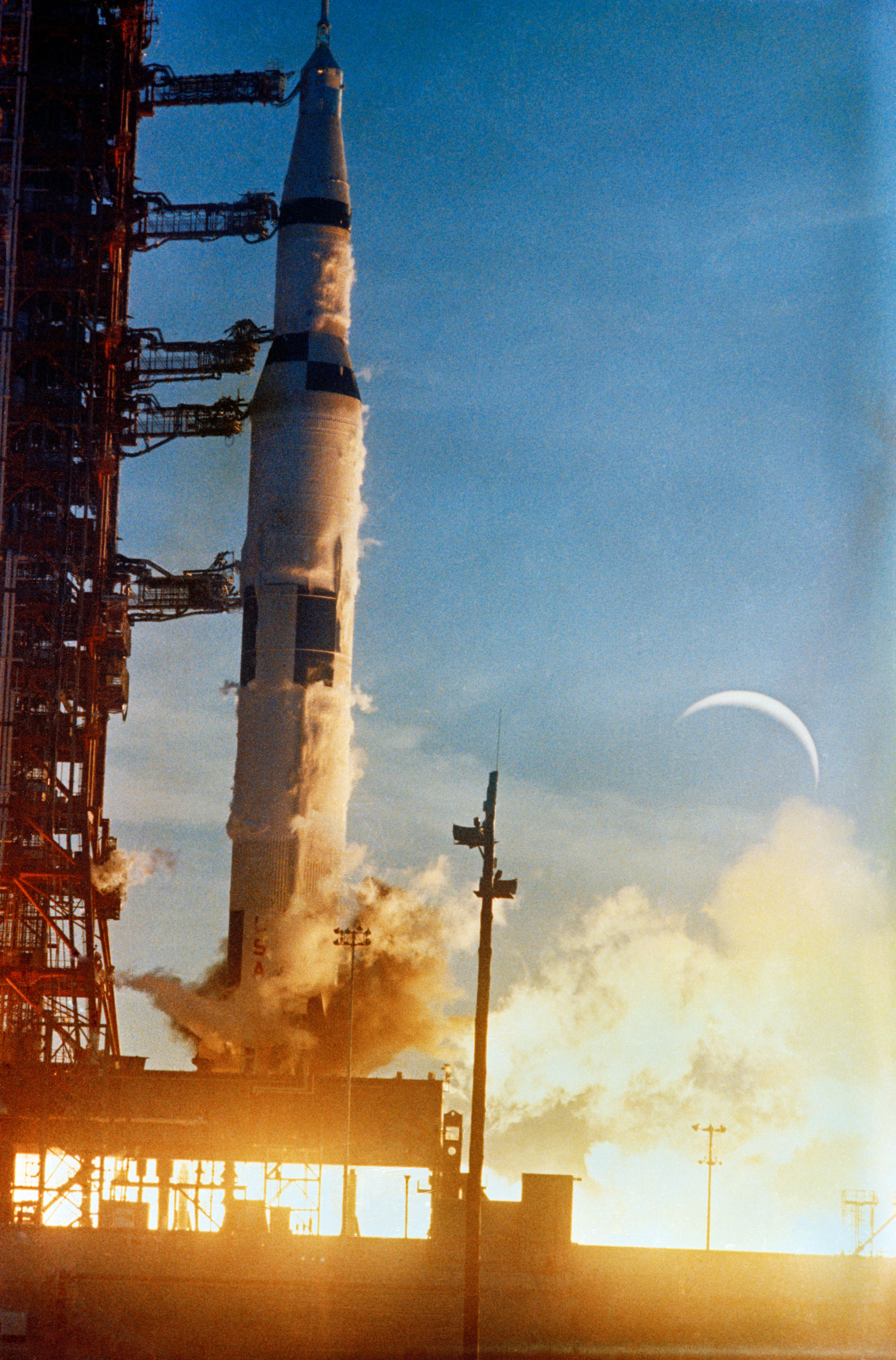
Apolo 8 durante el lanzamiento, con una doble exposición de la Luna, la cual no estaba visible al momento.

Apolo 8 despegó a las 7:51:00 a. m. EST el 21 de diciembre de 1968, usando las tres etapas del Saturno V para llegar a una órbita Terrestre. la primera etapa S-IC impactó el océano Atlántico en 30°12′N 74°7′O / 30.200, -74.117 y la segunda etapa S-II impactó en 31°50′N 37°17′O / 31.833, -37.283. La tercera etapa S-IVB inyectó la nave a una órbita Terrestre, pero se mantuvo acoplado al vehículo para luego realizar la ignición del TLI (Inyección Trans Lunar) que colocó a la nave en trayectoria a la Luna.
El cohete acelerador Titan II usado para el programa Gemini había sido muy duro, según la opinión de los astronautas y los técnicos les habían prometido a los mismos que el Saturno V, el cual fue construido específicamente para el programa Apolo y no adaptado de un sistema de misiles, tendría un viaje mucho más suave. Lovell y Borman, los cuales habían estado en misiones Gemini, descubrieron que sus promesas no eran en vano. Durante el despegue reportaron sentir nada más que un ligero zumbido a lo lejos.
Una vez que el vehículo llegó a una órbita terrestre, tanto la tripulación como los controladores de vuelo en Houston pasaron las siguientes dos horas con 38 minutos revisando que la nave era totalmente funcional y que estaba lista para la Inyección Trans Lunar. La operación correcta del cohete de la tercera etapa S-IVB era crucial: en el último vuelo no tripulado no había re-encendido para la TLI.
Durante el vuelo, tres astronautas ejercieron en la Tierra como comunicadores con la cápsula (normalmente llamados "CAPCOM") en turnos rotacionales. Los CAPCOMs eran las únicas personas en comunicación frecuente con la tripulación. Michael Collins fue el primer CAPCOM para la misión y 2 horas, 27 minutos con 22 segundos después del despegue envió el mensaje "Apolo 8. Your are go for TLI" ("Apolo 8, listos para el TLI"). Esta comunicación indicó que Control de Misión había dado permiso para que Apolo 8 continuara su misión a la Luna. A lo largo de los siguientes 12 minutos antes de la ignición TLI, la tripulación de Apolo 8 monitorearon la nave espacial y el S-IVB. El motor prendió a tiempo y realizó el ignición TLI perfectamente.
Después de que el S-IVB había realizado su trabajo fue desechado. La tripulación luego rotó la nave espacial para tomar unas fotografías de la primera etapa y luego practicaron volar en formación con él. Mientras que la tripulación rotaba la nave, tuvieron su primer vistazo de la Tierra mientras se alejaban de ella. Esto marcó la primera vez que humanos podían ver la toda la Tierra. Borman se preocupó de que el S-IVB se estaba manteniendo demasiado cercano al CSM y sugirió a Control de Misión que la tripulación podría realizar una maniobra de separación. Control de Misión primero sugirió apuntar la nave hacia la tierra y utilizar los propulsores del Sistema de Control de Reacción (RCS) en el CSM para agregar 3 ft/s (0.91 m/s) a su velocidad de alejamiento de la Tierra, pero Borman no quería perder de vista el S-IVB. Después de discutir, la tripulación y Control de Misión decidieron hacer ignición en esa dirección, pero a 9 ft/s (2.74 m/s). Estas discusiones atrasaron a la tripulación por una hora con respecto al plan de vuelo.

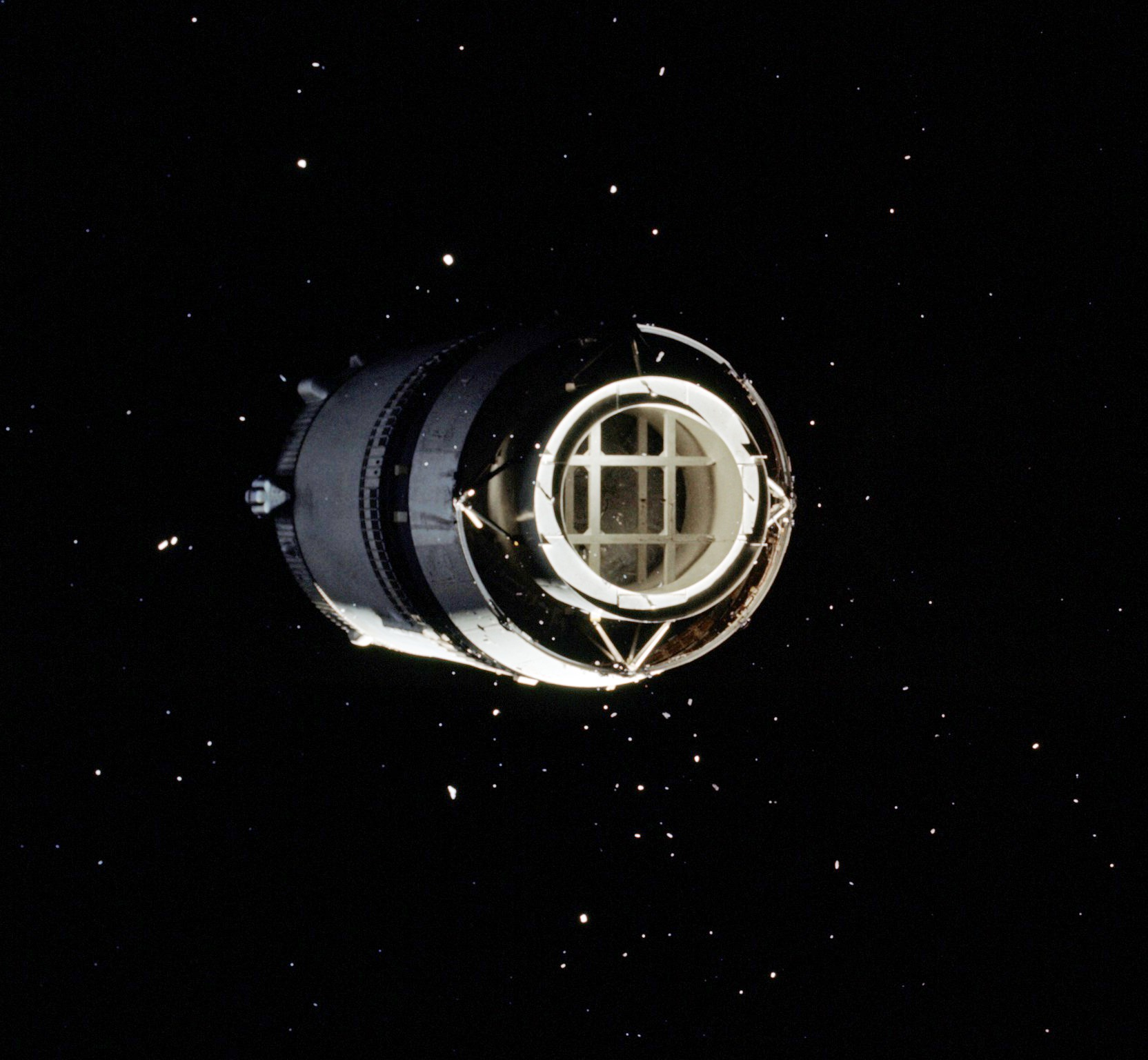
Etapa de cohete S-IVB de Apolo 8 tras la separación.

Cinco horas después del despegue, Control de Misión envió un comando al cohete S-IVB para ventilar el combustible que le quedaba para cambiar su trayectoria. Este S-IVB finalmente pasaría la Luna y entraría en una órbita solar, asegurando que no causaría problemas para Apolo 8. El S-IVB entró en una órbita solar de 0.99 por 0.92 AU (unidades astronómicas) con una inclinación de 23.47° con respecto al plano eclíptico, y con un periodo de 340.8 días. Después de la inserción a la órbita trans-lunar, la tercera etapa S-IVB se volvió un objeto abandonado, continuando su órbita solar por varios años. En marzo de 2015 aún estaba en órbita.
La tripulación de Apolo 8 fueron los primeros humanos en pasar por los cinturones de radiación de Van Allen, los cuales se extienden hasta 15 000 millas (24 140.16 km) de la tierra. Científicos predijeron que pasar por las bandas a la alta velocidad de la nave causaría una dosis de radiación no mayor a aquella recibida durante unos rayos-X del pecho, o 1 miligray (durante un año, el humano promedio recibe una dosis de entre 2 y 3 mGy). Para medir la dosis real de radiación, cada miembro de la tripulación tenía un dosímetro personal de radiación, los cuales transmitían su información de vuelta a la tierra, al igual que tres dosímetros de filmina pasivos que mostraban la radiación acumulativa recibida por la tripulación. Para el final de la misión la tripulación había recibido un promedio de radiación de 1.8 mGy.

### Trayectoria lunar

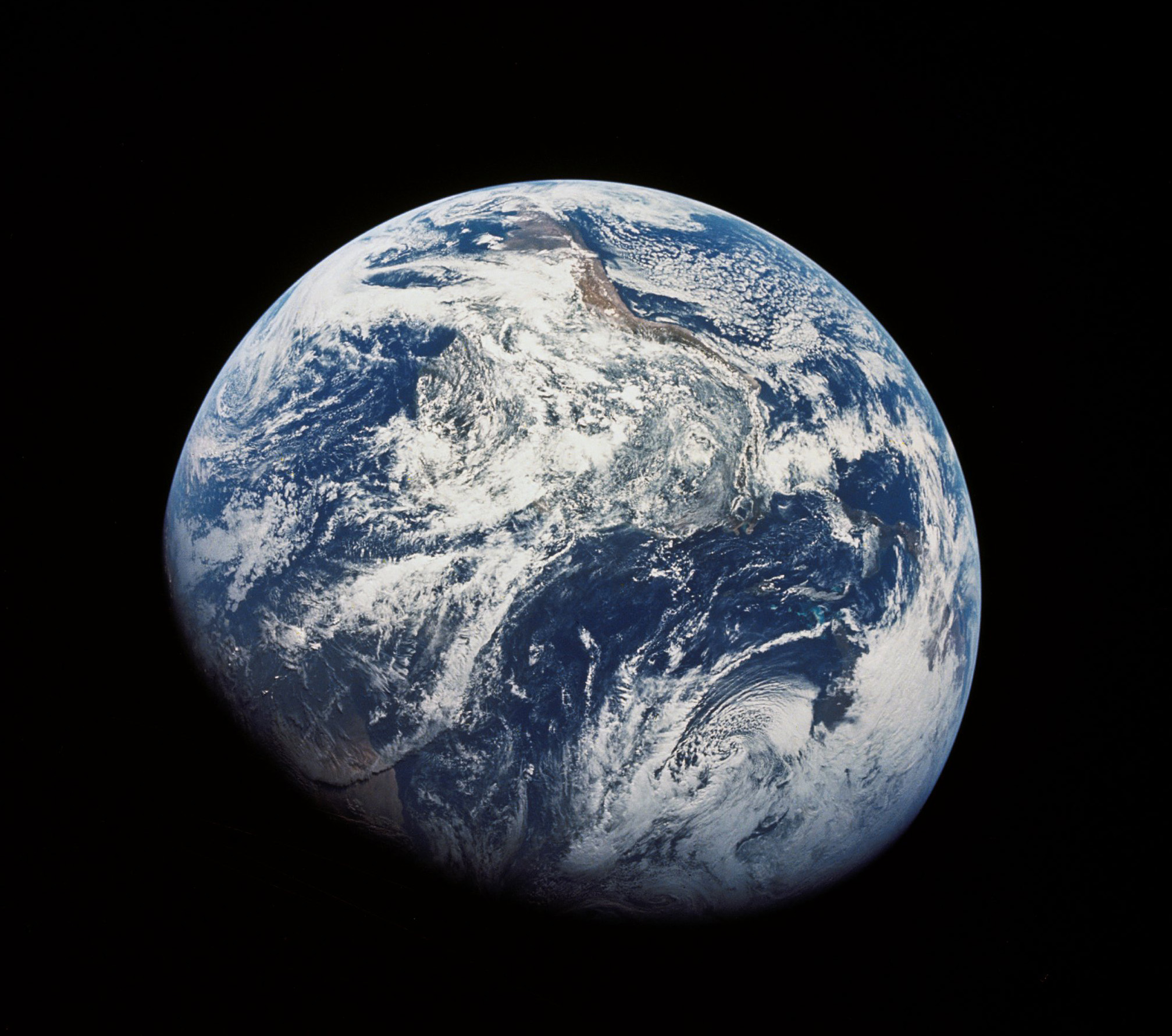
La primera imagen tomada por un humano de toda la Tierra. Probablemente fue tomada por William Anders; el sur se ubica en la parte superior de la imagen. Sudamérica está centrada en la Tierra en esta foto.

El trabajo principal de Jim Lovell como PMC (Piloto del Módulo de Comando) era ejercer como navegador. A pesar de que Control de Misión llevó a cabo todos los cálculos reales de la navegación, era necesario tener un miembro de la tripulación que pudiera navegar para que pudieran regresar a la Tierra en caso de perder comunicación con Control de Misión. Lovell navegó por las estrellas usando un sextante integrado a la nave, midiendo el ángulo entre una estrella y el horizonte de la Tierra o de la Luna. Esto resultó ser difícil, ya que una gran nube de escombros se formó alrededor de la nave por la ventilación del S-IVB, por lo cual era complicado distinguir las estrellas.
Siete horas dentro de la misión, la tripulación estaba aproximadamente 1 hora y 40 minutos atrasados con respecto al plan de vuelo debido a los problemas con alejarse del S-IVB y la dificultad en visualizar las estrellas. La tripulación colocó la nave en modo de Control Térmico Pasivo (PTC). Esto involucra girar la nave una vez por hora alrededor de su eje mayor para asegurar una distribución de calor equitativa a lo largo de la superficie de la nave. En luz de sol directa, la nave podría calentarse más allá de 200 °C mientras que partes en la sombra podrían llegar hasta -100 °C. Estas temperaturas podrían causar que el escudo de calor se tronara o que una de las líneas de propulsantes se rompiera. Ya que era imposible realizar un giro perfecto, la nave realmente trazó un cono durante su rotación. La tripulación tenía que hacer ajustes menores cada media hora ya que el cono se hacía cada vez más grande.
La primera corrección de medio curso se realizó 11 horas dentro del vuelo. Pruebas hechas en la Tierra habían demostrado que el motor del Sistema de Propulsión de Servicio (SPS) tenía una pequeña probabilidad de explotar cuando se quemaba por largos periodos de tiempo a menos que una cuarta parte de su combustión fuera "cubierta" primero. Quemar el motor por poco tiempo lograría realizar la cobertura. La primera quemada de corrección sólo duró 2.4 segundos y agregó 20.4 ft/s (6.22 m/s) gracias a una burbuja de helio en las líneas de oxidación. La tripulación tuvo que utilizar los propulsores RCS pequeños para compensar la falta de propulsión. Dos correcciones más de medio curso fueron canceladas al determinarse que la trayectoria de Apolo 8 era perfecta.
11 horas dentro del vuelo, la tripulación había estado despierta más de 16 horas. Antes del despegue, la NASA había decidido que al menos un miembro de la tripulación debería estar despierto en todo momento en caso de que surgiera algún problema. Borman inició el primer turno de dormir, pero entre el ruido de la radio y los sonidos mecánicos determinó que sería difícil dormir.
Aproximadamente una hora después de empezar su turno de dormir, Borman pidió permiso para tomar una segunda pastilla para dormir. Desafortunadamente no tuvo gran efecto. Borman finalmente se quedó dormido, pero despertó sintiéndose mal. Vomitó dos veces y tuvo un problema con diarrea que dejó su traje espacial lleno de pequeños glóbulos de vómito y heces que la tripulación limpió a lo mejor de sus habilidades. Borman inicialmente decidió que no quería que todos supieran de sus problemas médicos, pero Lovell y Anders querían informar a control de Misión sobre la situación. La tripulación decidió usar Equipo de Almacenamiento de Información (DSE) que podía grabar audio e información telemétrica y enviarla a Control de Misión a alta velocidad. Tras grabar una descripción del estado de Borman le pidieron a Control de Misión que revisaran la grabación, aclarando que ellos "quisieran una evaluación de los comentarios de voz".
La tripulación de Apolo 8 y el personal médico de Control de Misión realizaron una conferencia en un cuarto de control no ocupado en el segundo piso. Los participantes en la conferencia decidieron que no había de qué preocuparse ya que probablemente era una gripe de 24 horas, tal cual pensó Borman, o una reacción a la pastilla para dormir. Investigadores ahora creen que estaba sufriendo del síndrome de adaptación espacial, el cual afecta aproximadamente a un tercio de astronautas en su primer día en el espacio mientras que su sistema vestibular se adapta a la ingravidez. El síndrome de adaptación espacial no había sido un problema en naves espaciales anteriores (Mercury y Gemini), ya que esos astronautas no se habían podido mover libremente en las cabinas comparativamente más pequeñas de esas naves. El espacio de cabina aumentado del MC de Apolo brindaba mayor libertad de movimiento, contribuyendo a los síntomas de la enfermedad espacial de Borman, y luego del astronauta Russell Scheickart durante la misión del Apolo 9.

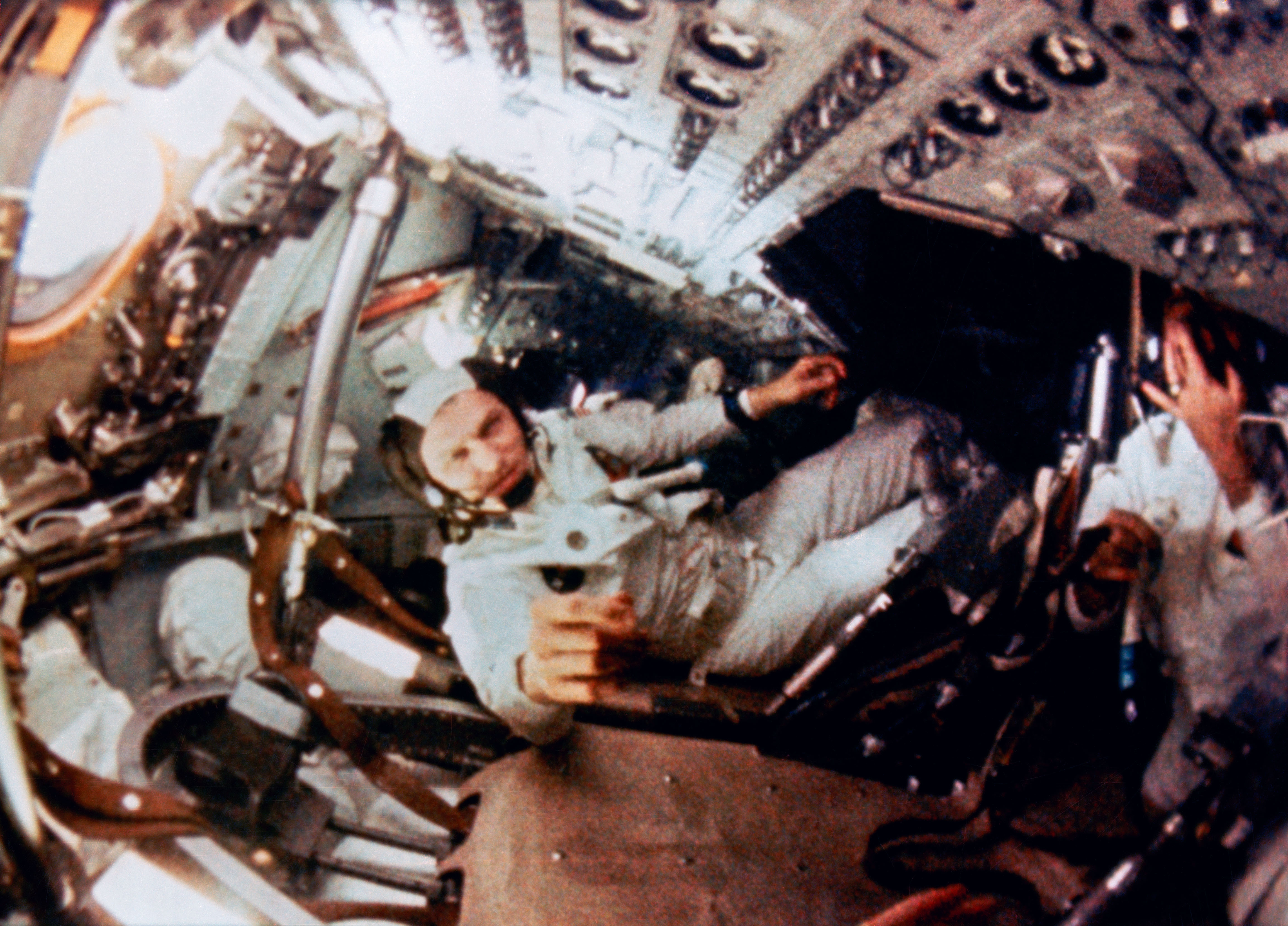
Video de la tripulación mientras estaban en órbita Lunar. Frank Borman está en el centro.

La fase de crucero fue relativamente calma. La tripulación revisó que la nave fuera funcional y que aún estaban en ruta. Durante este tiempo, la NASA transmitió un programa televisado a 31 horas dentro del vuelo. La tripulación de Apolo 8 usó una cámara de 2Kg que transmitía en blanco y negro, usando un tubo de vidicon. La cámara tenía dos lentes: un lente de ángulo muy grande (160°) y un lente de telefoto (9°).
Durante la primera transmisión, la tripulación dio un tour de la nave espacial e intento mostrar a la tierra desde el espacio. La tripulación tuvo problemas con apuntar el lente delgado de la cámara sin el apoyo de un monitor para ver a donde estaban apuntando, y no lograron mostrar la Tierra. Adicionalmente, la imagen de la Tierra se saturó con una luz al no tener los filtros correctos. Finalmente lo único que le pudieron mostrar a la Tierra era una figura brillante. Tras transmitir durante 17 minutos, la rotación de la nave desalineó la antena de la cámara con aquellas de la Tierra y terminaron la transmisión con Lovell deseándole un feliz cumpleaños a su madre.
A estas alturas, la tripulación había abandonado los turnos de dormir planeados. Lovell se fue a dormir 32 horas y media dentro del vuelo —3 horas y media antes de lo planeado—. Un corto tiempo después Anders también se fue a dormir tras tomar una pastilla para dormir.
La tripulación no podía ver la Luna durante la mayor parte de su viaje hacia ella. Dos factores hacían que la Luna fuera casi imposible de ver desde adentro de la nave: tres de las cinco ventanas se empañaron y por la orientación requerida para el PTC. No fue hasta que la tripulación había pasado atrás de la Luna que pudieron ver la Tierra por primera vez.
Apolo 8 realizó una segunda transmisión televisada 55 horas dentro del vuelo. Esta vez, la tripulación creó filtros para las cámaras fijas para poder mostrar imágenes de la Tierra. A pesar de ser difícil de apuntar, ya que tenían que mover toda la nave, la tripulación pudo mostrar las primeras fotos televisadas de la Tierra. La tripulación se pasó toda la transmisión describiendo la Tierra: qué era visible, los colores que podían ver, etcétera. La transmisión duró 23 minutos.

### Esfera de influencia lunar
Aproximadamente 55 horas y 40 minutos dentro del vuelo, la tripulación de Apolo 8 se volvieron los primeros humanos en entrar a la esfera gravitacional de influencia de otro cuerpo celeste.
En otras palabras, el efecto de la fuerza gravitacional de la Luna sobre Apolo 8 se volvió más fuerte que aquel de la Tierra. El momento en el que sucedió, Apolo 8 estaba a 38 759 millas (62 376.56 km) de la Luna y tenía una velocidad de 3990 ft/s (1216.15 m/s) relativo a la Luna. Este momento histórico fue de poco interés para la tripulación, ya que aún estaban calculando su trayectoria con respecto al área de despegue en el Centro Espacial Kennedy. Continuarían realizando los cálculos hasta realizar su última corrección de medio camino, cambiando a un punto de referencia basado en la orientación ideal del segundo quemado del motor que harían en órbita lunar. En 13 horas estarían en órbita Lunar.
El último evento grande antes de la Inserción a Órbita Lunar (LOI) fue una segunda corrección de medio camino. Fue en retrogrado (contra la dirección de movimiento) y alentó a la nave por 2 ft/s (0.61 m/s), efectivamente bajando la distancia más cercana que la nave pasaría por la Luna. Exactamente 64 horas dentro del vuelo, a aproximadamente 24 200 millas (38 946.12 km) de la Luna, la tripulación disparó el RCS por 11 segundos. Ahora pasarían a 71.7 millas (115.39 km) de la superficie lunar.
64 horas dentro del vuelo, la tripulación comenzó a prepararse para la Inserción a Órbita Lunar-1 (LOI-1). Esta maniobra tenía que ser ejecutada perfectamente, y gracias a la mecánica orbital tenía que ser en la parte lejana de la Luna, fuera de contacto con la Tierra. Después de preguntar a Control de Misión por autorización en la maniobra, la tripulación recibió la confirmación junto con un mensaje que decía que "estaban volando el mejor pájaro que pudieron encontrar". 68 horas con 58 minutos dentro del vuelo, la nave pasó atrás de la Luna y fuera de contacto con la Tierra.
Con 10 minutos antes del LOI-1, la tripulación comenzó su última revisión de los sistemas de la nave y aseguró que todos los interruptores estaban en la posición correcta. En ese instante finalmente pudieron ver por primera vez la Luna. Habían estado volando por el lado oscuro, y fue Lovell quien vio los primeros rayos de sol apenas iluminando la superficie lunar. El quemado LOI estaba a tan solo dos minutos, así que la tripulación tuvo poco tiempo para apreciar la vista.

### Órbita lunar
El SPS encendió a las 69 horas, 8 minutos y 16 segundos dentro del vuelo y quemó durante 4 minutos y 13 segundos, colocando a la nave de Apolo 8 en órbita alrededor de la Luna. La tripulación describió al quemado como los cuatro minutos más largos de sus vidas. Si el quemado no hubiera durado suficiente, la nave pudo haber terminado en una órbita Lunar elíptica o incluso pudo haber sido lanzada al espacio. Si hubiera durado demasiado tiempo pudieron haber colisionado con la Luna. Tras verificar el funcionamiento de la nave, finalmente tuvieron una oportunidad de ver la Luna, la cual orbitarían por las siguientes 20 horas.
En la tierra, Control de Misión continuó esperando. Si la tripulación no hubiera quemado el motor o si no hubiera durado la cantidad de tiempo planeada, la tripulación surgiría de atrás de la Luna antes de lo esperado. Sin embargo, este tiempo pasó sin que Apolo 8 surgiera. Exactamente al tiempo calculado la señal indicó que la nave estaba en una órbita de 193.3 por 69.5 millas (311.11 por 111.8 km) encima de la Luna.
Tras reportar el estado de la nave espacial, Lovell dio la primera descripción de cómo se veía la superficie Lunar: 

La Luna es esencialmente gris, sin color; se ve como yeso o más o menos como arena gris de playa. Podemos ver bastantes detalles. El Mare Fœcunditatis no sobresale tanto aquí como en la Tierra. No hay mucho contraste entre eso y los cráteres que lo rodean. Los cráteres están redondeados. Hay muchos de ellos, algunos son más nuevos. Muchos de ellos parecen —especialmente los redondos— que les pegaron meteoritos o proyectiles de algún tipo. Langrenus es un cráter bastante enorme; tiene un cono central. Las paredes del cráter tienen terrazas, unas seis o siete distintas terrazas en la bajada.

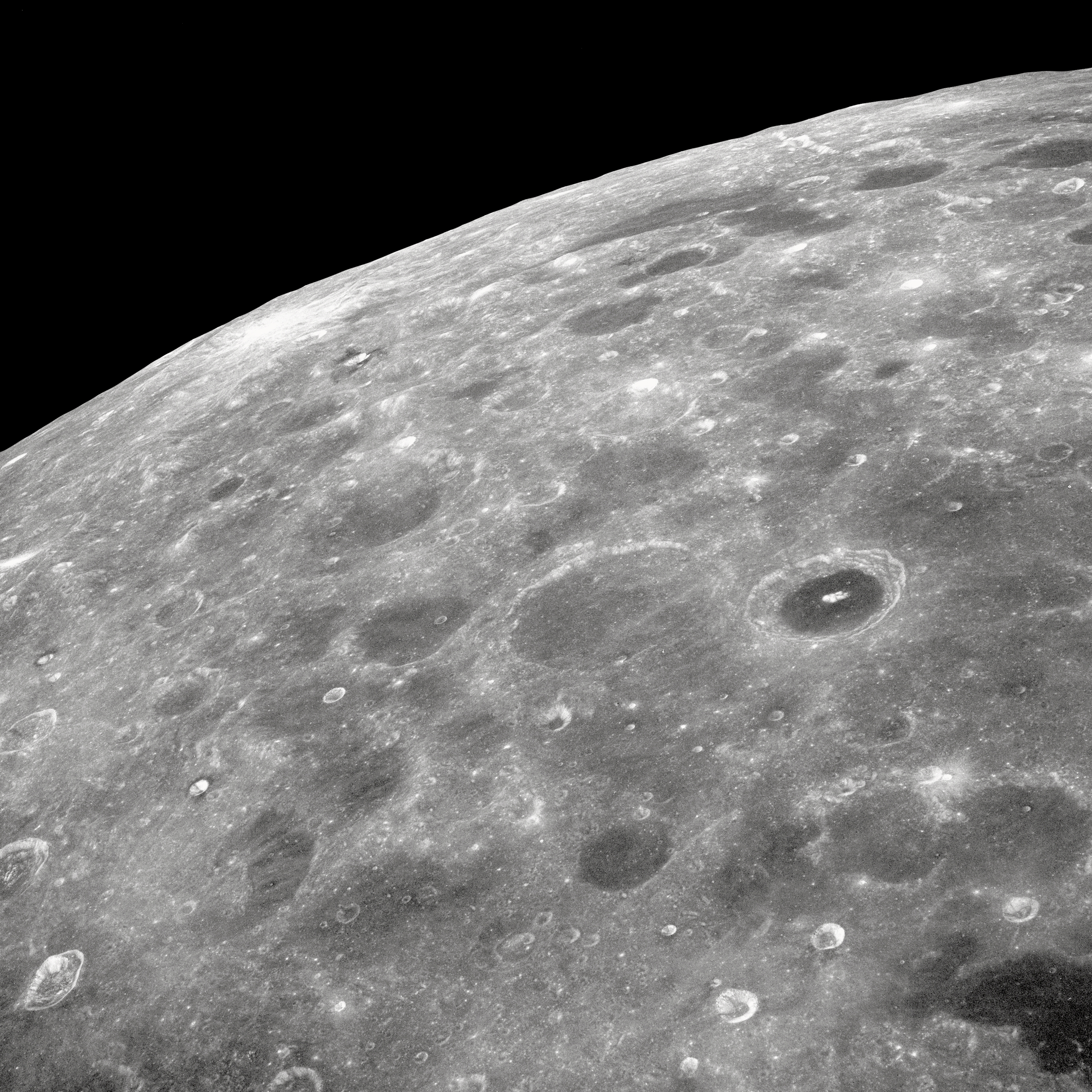
Una sección de la parte lejana de la Luna vista desde Apolo 8.

Lovell continuó describiendo el terreno por el cual estaban pasando. Uno de los trabajos más importantes de la tripulación era el reconocimiento de zonas de alunizaje futuras, especialmente en la zona del Mare Tranquillitatis, el cual sería el lugar de alunizaje de Apolo 11. La hora de despegue de Apolo 8 había sido elegida para poder tener las mejores condiciones de luz para examinar el sitio. Una cámara de cinta había sido preparada en una de las ventanas de la nave espacial para grabar una foto de la Luna cada segundo. Bill Anders pasó las siguientes 20 horas tomando cuantas fotografías como podía de puntos de interés. Para el final de la misión, la tripulación había tomado más de 700 fotografías de la Luna y 150 de la Tierra.
Durante la hora en la cual la nave estuvo en contacto con la Tierra, Borman preguntaba cómo se veía la información del SPS. Quería verificar que el motor seguía funcionando y podría ser utilizado pare regresar temprano a la Tierra si fuera necesario. También pidió que recibieran una decisión de continuar o abortar cada vez que fueran a pasar atrás de la Luna.
Al reaparecer de su segundo paso en frente de la Luna, la tripulación colocó un equipo para transmitir una vista de la superficie Lunar. Anders describió los cráteres por los cuales pasaban. Al final de la segunda órbita realizaron una quemada LOI-2 de SPS de 11 segundos para circularizar la órbita a 70.0 por 71.3 millas (112.7 por 114.7 km).
Durante las siguientes dos órbitas, la tripulación continuó revisando la nave y observando y fotografiando la Luna. Durante el tercer pase, Borman leyó un pequeño rezo para su iglesia. Él había sido citado para participar en un servicio en la Iglesia Episcopal de San Christopher, cerca Seabrook, Texas, pero debido al vuelo de Apolo 8 no pudo atender. Una compañera e ingeniera en el Control de Misión, Rod Rose, sugirió que Borman leyera el rezo, el cual podía ser grabado y luego tocado durante el Servicio.
En la entrevista de la Edición Milenaria de su novela 2001: Una Odisea Espacial, Arthur C. Clarke dijo que la tripulación le dijo a él que habían "sido tentados a mandar un mensaje por radio del descubrimiento de un monolito negro grande", pero que su discreción ganó.

#### Salida de la Tierra

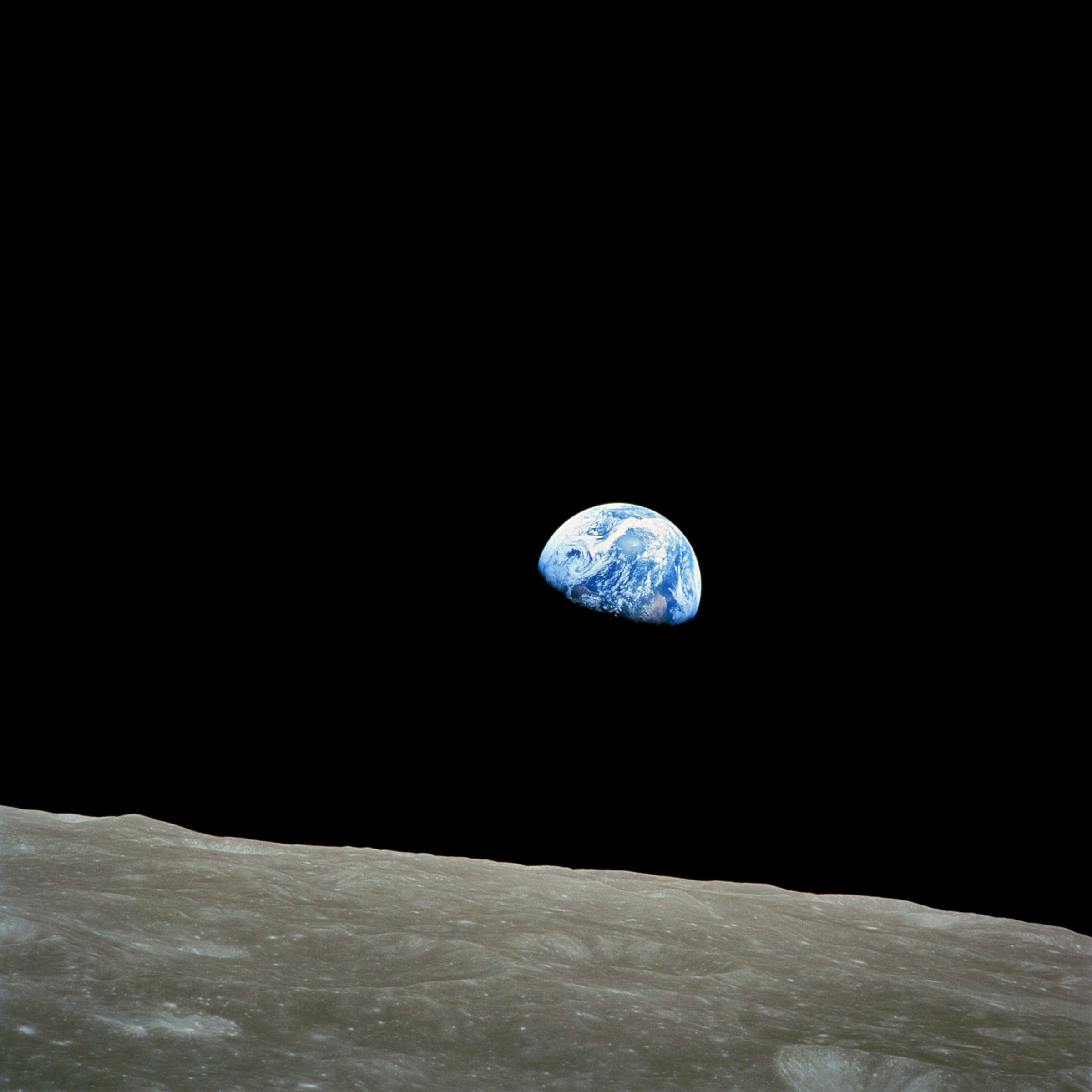
Fotografía Salida de la Tierra tomada por el astronauta William Anders el 24 de diciembre de 1968 desde Apolo 8.

Cuando la nave espacial salió de atrás de la Luna para su cuarto pase en frente, la tripulación vio por primera vez en la historia de la humanidad a la Tierra salir por detrás de la Luna (la nave Lunar Orbiter 1 de la NASA tomó la primera foto de la salida de la Tierra por la vecindad de la Luna el 23 de agosto de 1966). Borman vio a la Tierra emerger de atrás del horizonte Lunar y llamó emocionado a los demás, tomando una foto en blanco y negro mientras los llamaba. Durante la conmoción que siguió, Anders tomó la fotografía más famosa a color, la cual luego fue elegida por la revista Life como una de las cien fotografías del siglo. Gracias a la rotación sincronizada de la Luna alrededor de la Tierra, la salida de la Tierra no es normalmente visible desde la superficie Lunar. La salida de la Tierra generalmente sólo se ve desde una órbita Lunar, aparte de pocos lugares en la superficie.

Anders continuó tomando fotografías mientras que Lovell tomó control de la nave para que Borman pudiera descansar. A pesar de la dificultad para dormir en la nave pequeña y ruidosa, Borman durmió durante dos órbitas, despertando periódicamente para hacer preguntas sobre la situación. Borman se despertó por completo cuando escuchó a sus compañeros cometer unos errores. Estaban empezando a confundirse al responder algunas preguntas y tenían que pedir que se las repitieran. Borman se dio cuenta de que todos estaban extremadamente cansados al no haber podido dormir bien durante los últimos tres días. Tras tomar el mando, ordenó dormir a Anders y Lovell y que el resto del plan de vuelo con respecto a observar la Luna fuera descartado. Anders inicialmente protestó argumentando que estaba bien, pero no pudo convencer a Borman. Finalmente Anders aceptó, a condición de que Borman colocara la cámara para tomar fotografías de la Luna automáticamente. Borman recordó que también había una segunda transmisión televisada planeada y, con tanta gente viendo, él quería que la tripulación estuviera alerta. Durante las siguientes dos órbitas Anders y Lovell durmieron mientras que Borman estaba al mando. En misiones Apolo subsecuentes, tripulaciones tuvieron que evitar esta situación al dormir en el mismo horario.
Al rodear la Luna por la novena vez, comenzó la segunda transmisión televisada. Borman presentó a la tripulación y procedió con cada miembro dando su impresión de la superficie Lunar y cómo se sentía orbitar la Luna. Borman describió la situación como una "vasta, solitaria, extensión prohibida de nada". Tras dar sus opiniones y hablar un poco, Anders anunció que tenían un mensaje para todos aquellos en la Tierra. Cada hombre a bordo leyó una sección de la historia bíblica de la creación, del libro de Génesis. Borman concluyó la transmisión deseando una Feliz Navidad a todos aquellos en la Tierra. Su mensaje pareciera resumir los sentimientos que los tres tripulantes tenían desde su punto panorámico en órbita Lunar. Borman dijo, "Y desde la tripulación de Apolo 8, cerramos con un buenas noches, buena suerte, feliz Navidad, y que Dios los bendiga a todos ustedes- todos ustedes en la buena Tierra".
Lo único que les quedaba por hacer en ese momento era realizar la Inyección Transterrestre (TEI), la cual estaba planeada a 2 horas y media después del final de la transmisión televisada. El TEI era el quemado más crítico del vuelo, ya que si el SPS no encendía, la tripulación quedaría atorada en órbita Lunar con poca esperanza de escapar. Al igual que en el quemado anterior, la tripulación tenía que realizar la maniobra desde el lado lejano de la Luna, fuera de contacto con la Tierra.
El quemado sucedió exactamente a tiempo. La telemetría de la nave se recibió en la Tierra cuando re-emergió de atrás de la Luna 89 horas, 28 minutos y 39 segundos dentro del vuelo, exactamente el tiempo calculado. Cuando el contacto verbal fue recuperado, Lovell anunció, "Por favor sean informados, sí existe un Santa Claus", a lo cual Ken Mattingly, el CAPCOM en ese momento, respondió, "Eso es afirmativo, ustedes son los más aptos para saberlo". La nave espacial inició su viaje de regreso a la Tierra el 25 de diciembre de 1968, en Navidad.

### Ajuste manual no planeado
Durante un tiempo libre, Lovell aprovechó la oportunidad para hacer unas observaciones navegacionales, maniobrando el módulo para ver varias estrellas utilizando el teclado computacional. Sin embargo, él accidentalmente borró un poco de la memoria de la computadora, lo cual causó que la Unidad de Medición Inercial (IMU) pensara que el módulo estaba en la misma posición relativa en la cual había estado antes del despegue y encendió los propulsores para "corregir" la orientación del módulo.
Cuando la tripulación entendió por qué la computadora había modificado la orientación del módulo, se dieron cuenta de que tendrían que volver a ingresar información que le diría a la computadora su posición real. Le tomó a Lovell 10 minutos para encontrar los números correctos, usando los propulsores para alinear las estrellas Rigel y Sirius, y otros 15 minutos en volver a ingresar la información corregida a la Computadora.
Dieciséis meses después, Lovell tendría que realizar un ajuste manual similar, bajo condiciones más críticas, durante la misión de Apolo 13, después de que el IMU de ese módulo tuvo que ser apagado para conservar energía. En su libro de 1994, Luna Perdida: El Viaje Peligroso de Apolo 13, Lovell escribió, "Mi entrenamiento [en Apolo 8] me fue muy útil!" En ese libro comentó que el incidente fue un "experimento planeado" que realizó bajo petición del equipo terrestre. En entrevistas subsecuentes Lovell ha reconocido que el incidente fue un accidente causado por su error.

### Viaje de vuelta a la Tierra y reentrada

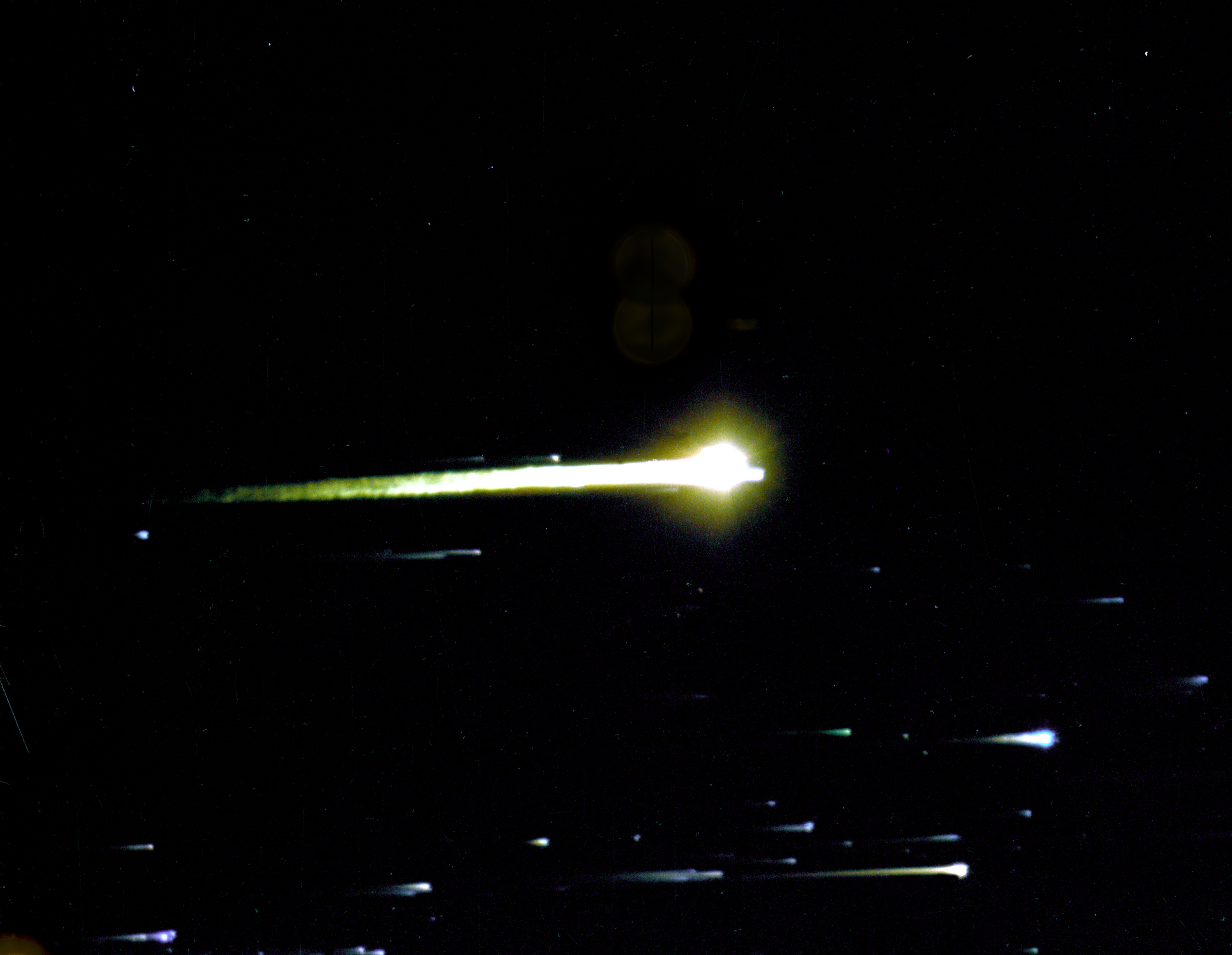
Reentrada el 27 de diciembre de 1968. Fotografía tomada desde un KC-135 a 40.000 pies de altura.

Durante el viaje de regreso a la Tierra la tripulación aprovechó el tiempo para relajarse y supervisar la nave. Siempre y cuando el especialista de trayectoria hubiera calculado todo correctamente, la nave reentraría dos días y medio después del TEI y acuatizaría en el Pacífico.
En la tarde de Navidad, la tripulación realizó su quinta transmisión. Esta vez dieron un tour de la nave espacial, mostrando cómo un astronauta vive en el espacio. Cuando terminaron la transmisión encontraron un pequeño regalo de Deke Slayton en el clóset de comida: una comida de pavo con relleno, en el mismo tipo de paquete que las tropas en Vietnam habían recibido. Otra sorpresa de Slayton fue un regalo de tres botellas miniaturas de brandy que Borman había ordenado no se tocaran hasta aterrizar. Se mantuvieron cerradas hasta años después del vuelo. También había regalos pequeños para la tripulación de parte de sus esposas. El siguiente día, aproximadamente 124 horas dentro de la misión, la sexta y última transmisión televisada mostró el mejor video de la Tierra en una transmisión que duró 4 minutos.

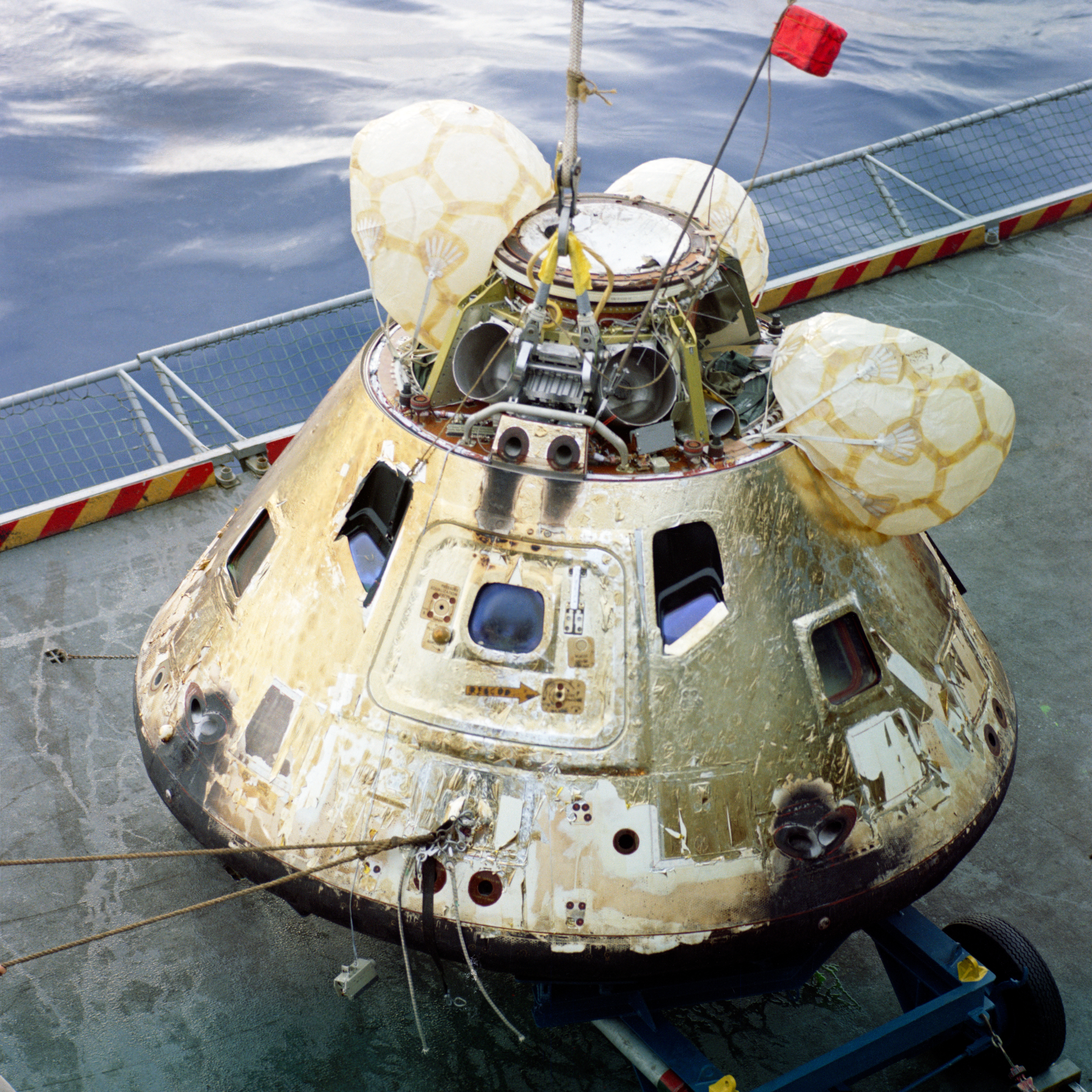
Módulo de comando en la cubierta del USS Yorktown.

Después de dos días sin incidentes la tripulación se preparó para la reentrada. La computadora controlaría la reentrada y todo lo que la tripulación tenía que hacer era colocar la nave espacial en la orientación correcta, con el escudo térmico convexo apuntando en el sentido de la caída. En caso de que la computadora fallara, Borman tomaría los mandos.
Una vez que el Módulo de Comando estaba separado del Módulo de Servicio, los astronautas estaban comprometidos a la reentrada. Seis minutos antes de pegar con la atmósfera, la tripulación vio la Luna salir por detrás de la tierra, justo como se había previsto por el especialista en trayectoria. Al golpear contra la capa exterior delgada de la atmósfera notaron que se estaba poniendo brumoso afuera al formarse plasma brillante alrededor de la nave. La nave empezó a calentarse y la desaceleración alcanzó un máximo de 6G. Con la computadora controlando el descenso por medio de la orientación de la nave, Apolo 8 se levantó brevemente como una piedra saltando en el agua antes de descender al océano. A 30 000 pies (9144 km) el paracaídas de guía estabilizó la nave y a los 10 000 pies (3048 km) los tres paracaídas principales se dispararon. La nave oficialmente amerizó en la parte norte del Océano Pacífico, al sur de Hawái.
Al pegar contra el agua, los paracaídas jalaron a la nave y la volteó en lo que luego se llamó posición estable 2. Unos seis minutos después el Módulo de Comando fue levantado a su posición normal por el Sistema de Enderezamiento por Bolsas Inflables. Borman se sintió mal al ser golpeado por olas de 10 pies (3.05 m) y esperar a que los globos enderezaran la nave. 43 minutos después del amerizaje finalmente llegó el primer buzo militar del USS Yorktown. 45 minutos después la tripulación estaba a salvo a bordo de la cubierta de un portaaviones.

## Importancia histórica
Apolo 8 realizó su misión a finales de 1968, un año en el cual hubo varios problemas en Estados Unidos y la mayoría del mundo. A pesar de que el año vio asesinatos políticos, disturbios políticos en las calles de Europa y América y la Primavera de Praga, la revista Time nombró a la tripulación como los hombres del año para 1968, reconociéndolos como las personas que más influyeron en los eventos del año siguiente. Fueron las primeras personas en la historia de la humanidad en salir de la influencia gravitacional de la Tierra y orbitar otro cuerpo celeste. Habían sobrevivido una misión que incluso la tripulación misma había calificado con un 50-50 de probabilidad de éxito. El efecto de Apolo 8 puede ser resumido por un telegrama de un extraño recibido por Borman después de la misión que simplemente decía: "Gracias, Apolo 8. Habéis salvado el 1968".

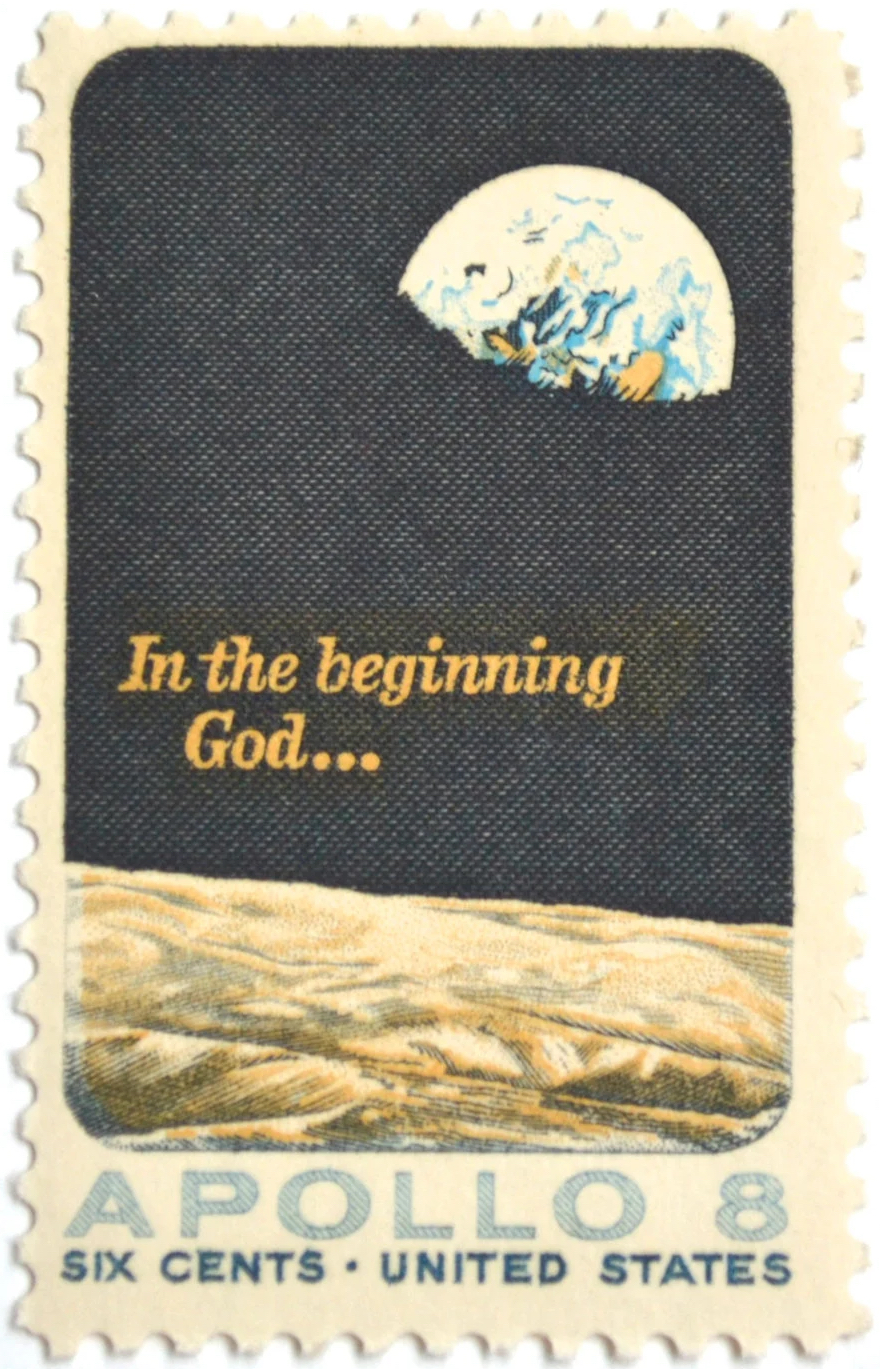
Estampa conmemorativa de Apolo 8.

Uno de los aspectos más famosos del vuelo fue la foto de la salida de la Tierra por detrás de la Luna que fue tomada al pasar por su cuarta órbita de la Luna. Esta fue la primera vez que los humanos habían tomado una fotografía así estando atrás de la cámara, y se puede decir que ha inspirado en parte el Primer Día de la Tierra en 1970. Fue seleccionada como la primera de las "100 fotografías que cambiaron al mundo" seleccionadas por la revista "Life". El astronauta de Apolo 11 Michael Collins dijo: "La importancia histórica enorme de Apolo 8 fue fundamental"; mientras que muchos historiadores espaciales ven al Apolo 8 como la más significativa de las misiones Apolo.
En 1969, el Servicio Postal de los Estados Unidos (USPS) emitió una estampilla (catálogo Scott #1371) conmemorativa del vuelo de Apolo 8 alrededor de la Luna. La estampilla tenía un detalle de la fotografía famosa de la salida de la Tierra tomada por Anders, junto con las palabras "In the beginning God..." ("En el inicio, Dios..."). Apenas 18 días después de regresar a la Tierra, la tripulación fue reconocida durante el show previo al partido del Super Bowl de 1969 al recitar el Juramento a la Bandera y posteriormente el Himno Nacional Estadounidense por Anita Bryant.

## Ubicación de la nave espacial
En enero de 1970, la nave espacial fue entregada a Osaka, Japón, para ser exhibida en el Pabellón Americano en la Expo '70. Hoy en día está en exhibición en el Museo de Ciencia e Industria de Chicago, junto con una colección de objetos personales del vuelo donados por Lovell y el traje espacial usado por Frank Borman. El traje espacial que Jim Lovell usó en Apolo 8 está en exhibición pública en el Centro de Visitas del Centro de Investigación Glenn de la NASA. El traje espacial de Bill Anders está en exhibición en el Museo de Ciencia de Londres, Reino Unido.

## En el cine
La misión histórica de Apolo 8 ha sido mostrada y referida en varias formas, tanto en documentales como en ficción. Las varias transmisiones televisadas y el video grabado por la tripulación de Apolo 8 fue compilado y publicado por la NASA en el documental de 1969 Debrief, Apolo 8. Adicionalmente, Spacecraft Films publicó en 2003 una colección en DVD de tres discos conteniendo todas las transmisiones y grabaciones relacionadas con la misión, incluyendo videos del entrenamiento y lanzamiento.
En el Centro de Apolo/Saturno V del Complejo de Visitas del Centro Espacial Kennedy, la historia del programa espacial estadounidense que llevó al lanzamiento de Apolo 8 es el sujeto de una presentación de múltiples pantallas y multimedia que también muestra los paneles de control reales usados en la sala de lanzamiento.